# Metasuperfície electromagnètica

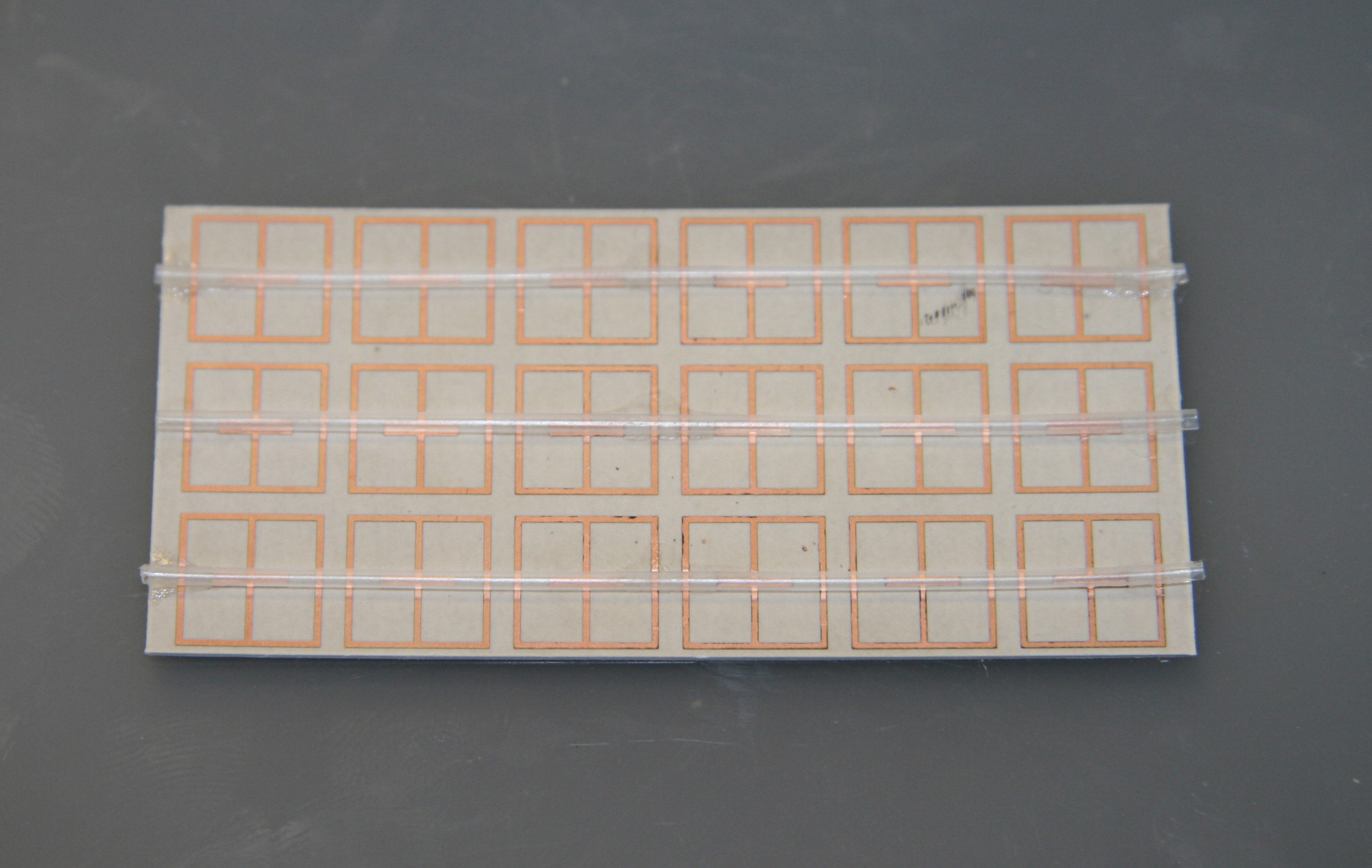
Una metasuperfície electromagnètica ajustable amb líquids.

Una metasuperfície electromagnètica es refereix a una mena de material de làmina artificial amb un gruix de longitud d'ona inferior. Les metasuperfícies poden estar estructurades o no estructurades amb patrons a escala de sublongituds d'ona en les dimensions horitzontals.
En la teoria electromagnètica, les metasuperfícies modulen el comportament de les ones electromagnètiques mitjançant condicions de límit específiques, en lloc de paràmetres constitutius en l'espai tridimensional (3D), que s'aprofita habitualment en materials naturals i metamaterials. Les metasuperfícies també poden referir-se a les contraparts bidimensionals dels metamaterials. També hi ha metasuperfícies 2.5D que impliquen la tercera dimensió com a grau addicional de llibertat per adaptar-ne la funcionalitat.
Les metasuperfícies han estat definides de diverses maneres pels investigadors.
1, "Un enfocament alternatiu que ha guanyat una atenció creixent en els últims anys tracta de matrius plasmòniques unidimensionals i bidimensionals (1D i 2D) amb periodicitat de sublongitud d'ona, també conegudes com a metasuperfícies. A causa del seu gruix insignificant en comparació amb la longitud d'ona d'operació, les metasuperfícies (prop de les ressonàncies dels components de la cèl·lula unitat) es poden considerar com una interfície de discontinuïtat que obliga a un canvi brusc tant en l'amplitud com en la fase de la llum que incideix".
2, "Els nostres resultats es poden entendre utilitzant el concepte de metasuperfície, una matriu periòdica d'elements de dispersió les dimensions i períodes dels quals són petits en comparació amb la longitud d'ona operativa".
3, “Metasuperfícies basades en pel·lícules primes”. Una pel·lícula ultrafina altament absorbent sobre un substrat també es pot considerar com una metasuperfície, amb propietats que no es donen als materials naturals. Seguint aquesta definició, les pel·lícules metàl·liques primes com la de les superlents també són de tipus primerenc de metasuperfícies.